# Elephantulus revoili
Elephantulus revoili är en däggdjursart som först beskrevs av Joseph Hüet 1881.  Elephantulus revoili ingår i släktet Elephantulus och familjen springnäbbmöss. IUCN kategoriserar arten globalt som otillräckligt studerad. Inga underarter finns listade i Catalogue of Life.
Denna springnäbbmus förekommer i norra Somalia och har även hittats i Djibouti. Habitatet utgörs av torra trädansamlingar och stäpper.
Arten blir 122 till 148 mm lång (huvud och bål), har en 144 till 167 mm lång svans, 34 till 39 mm långa bakfötter och 23 till 25 mm långa öron. De flesta hår på ovansidan är grå till svart vid roten och ljusbrun till grå-rosa vid spetsen vad som ger en brun till grå päls med inslag av rosa. Dessutom finns några glest fördelade hår med svart spets. Håren på undersidan är svarta nära roten och annars vita. Pälsen på buken ser därför ljusgrå till vitaktig ut. Ansiktet kännetecknas av en ljus ring kring ögonen och en mörk fläck över varje öga. Bakom de stora gråbruna öronen finns en ljusbrun fläck. Den långa svansen är täckt av hår som är vita nära roten och bruna vid spetsen. Håren vid svansens slut är längre och bildar en tofs. På bröstet förekommer en körtel som är täckt av styva vita hår. En annan körtel finns på svansens undersida.
Inget är känt om djurets levnadssätt.